# Franz Wahler
Franz Wahler (* 1962 in Kittsee) ist ein österreichischer Brückenbauer.

## Leben
Franz Wahler legte Meisterprüfungen als Schlosser, Schmied und Maschinenbauer ab. Er lebt und arbeitet in Ybbsitz. Er errichtete unter anderem einen Radsteg als Teil des Ybbstal-Radweges, der Waidhofen an der Ybbs mit Ybbsitz verbindet.

## Werke
- Stahlbogensteg bei Ybbsitz (1995–1997)
- Radsteg als Teil des Ybbstal-Radweges